# Wiltrud Urselmann
Wiltrud Urselmann (n. 12 mai 1942, Krefeld, Germania) este o înotătoare germană, medaliată olimpică. A participat la 2 ediții ale Jocurilor Olimpice (1960, 1964) în care a câștigat o medalie de argint.